# Celtis trinervia
Celtis trinervia es una especie de plantas con flores de la familia  Cannabaceae. En Cuba recibe los siguientes nombres comunes: guanasa, guasiriano, hueso, ramón de costa, ramón de sierra.

## Descripción
Son árboles inermes, que alcanzan un tamaño de 10–15 m de alto; corteza gris, lisa. Hojas angostamente ovado-lanceoladas, 4–13 cm de largo y 2–7.5 cm de ancho, ápice largamente acuminado, base atenuada a angostamente atenuada, serradas, cartáceas, glabras a escasamente pilosas en la haz, pilosas en el envés. Inflorescencias cimosas; flores estaminadas en la parte basal de la cima, sépalos 5, estambres 5; flores perfectas cerca del ápice de la cima, ovario sésil, 1-locular, ramas del estilo simples, lineares. Fruto subgloboso, 8–10 mm de diámetro, glabro a escasamente estrigoso distalmente, morado-negro.

## Distribución y hábitat
Conocida de Nicaragua por una sola colección (Neill 4304) realizada en bosques muy húmedos en un afloramiento de piedra caliza, en Zelaya; a una altitud de 100 m; fl jun; se encuentra en Guatemala, Nicaragua y las Antillas Mayores.

## Taxonomía
Celtis trinervia fue descrita por Jean-Baptiste Lamarck y publicado en Encyclopédie Méthodique, Botanique 4: 140. 1797.
Etimología
Celtis: nombre genérico que deriva de céltis f. – lat. celt(h)is  = en Plinio el Viejo, es el nombre que recibía en África el "lotus", que para algunos glosadores es el azufaifo (Ziziphus jujuba Mill., ramnáceas) y para otros el almez (Celtis australis L.)
trinervia: epíteto latíno que significa "con tres nervios"
Sinonimia
- Celtis swartzii Planch.[4]